# ドラゴンボールZ 絶望への反抗!!残された超戦士・悟飯とトランクス
『ドラゴンボールZ 絶望への反抗!!残された超戦士・悟飯とトランクス』（ドラゴンボールゼット ぜつぼうへのはんこう!!のこされたちょうせんし・ごはんとトランクス）は、フジテレビ系列で1993年2月24日に放送された、東映制作のテレビアニメ『ドラゴンボールZ』のテレビスペシャル。『ドラゴンボールZ たったひとりの最終決戦〜フリーザに挑んだZ戦士 孫悟空の父〜』に続くテレビスペシャル第2作目。

## 概要
本編のフリーザ編後、トランクスやセルらが過去に関与することなく時を経た、本来進行するはずだった歴史を描いたエピソードである。
原作漫画の番外編『TRUNKS THE STORY -たったひとりの戦士-』をベースに、大幅にオリジナルシーンを加えた形で構成されたもの。ただし、トランクスが超サイヤ人に覚醒する時期、序盤で戦いに参加し殺されたメンバーの一部が原作と異なっている。
主要人物が次々に亡くなるなど、暗い作風となっており、孫悟飯が人造人間に殺された時、演じた野沢雅子は非常に悔しい思いをしたと語っている。また、トランクス役の草尾毅は印象に残ったストーリーに本作を挙げている。
『ドラゴンボール超』の第52話ではトランクスの回想シーンで、本作の一部のシーンがリメイクされている。

## ストーリー
地球に帰還した孫悟空がフリーザ一味を倒してから2年半後、悟空は心臓病で息を引き取った。それから半年後、2人の人造人間が現れ、都市の破壊と殺戮を繰り返し、この世は恐怖に包まれた。2人を倒すべく立ち上がった戦士たちも、ピッコロが死にドラゴンボールは消滅。超サイヤ人となったベジータ、地球人戦士のヤムチャ、天津飯、餃子、クリリンも戦死した。
それから13年後、なすすべも無い状況の中、孫悟飯だけは、懸命に人造人間への反抗を続けていた。ベジータの遺児であるトランクスも戦う決意をし、悟飯に弟子入りする。地球の未来は悟飯とトランクスの2人に託されたのだった。
2人は人造人間の圧倒的なパワーの前に重傷を負い、悟飯は片腕を失う。翌年も襲撃に備えて修行に勤しむが、トランクスに希望を見出した悟飯は単身戦いに臨む。

## 登場人物
孫悟飯
声 - 野沢雅子
孫悟空の一人息子。
人造人間との戦いでは師・ピッコロが18号の攻撃で戦死したことを皮切りに次々と仲間たちを喪っていき、それが元で超サイヤ人に覚醒。亡き父のように強くなりたいという願いから、父と同じ道着（ただし、マークは「飯」としている）を着用するようにもなる。
三枚目的なキャラクターで学園生活を送った本編に比べ、物静かな人物として描かれており、一人称が「ボク」から「オレ」に変化しているが本来の優しさは変わっていない。
後に父・悟空のライバルだったベジータの遺児であるトランクスの師となる。人造人間との戦いで瀕死の重傷を負ったトランクスを救うために最後の仙豆をトランクスに使うも自身は隻腕となってしまう。その1年後、トランクスを残して、単身で人造人間に挑むが力及ばず果てた。
トランクス
声 - 草尾毅
ベジータの遺児。父であるベジータは物心付いた頃には他界している。
人造人間になす術もなく破壊される街を見てサイヤ人の誇りに目覚め、悟飯の指導を受けるが超サイヤ人に覚醒することができず、焦りを見せる。しかし、人生の師である悟飯の死と同時に超サイヤ人に目覚めた。その後も1人で人造人間と挑み続けるが一度も勝てず、歴史を変えるべくブルマが開発したタイムマシンで悟空が生きていた過去の時代へ心臓病の薬を携え、単身向かった。
原作では悟飯との修行中に既に超サイヤ人になっており、悟飯によるとあと数か月で自分を超える程と評された。
ブルマ
声 - 鶴ひろみ
トランクスの母。
悟空が病死しなければ人造人間を倒せたはずという考えから、悟空を救うための特効薬を届けるためにタイムマシンの開発に心血を注ぐ。トランクスや悟飯が戦っていることは知っていたが黙認していた。後にトランクスが人造人間に立ち向かおうとする際も「3年前の悟飯と大して違っているとは思えない」と実力差を見抜く。
本編では息子たちを見守る母親として描かれているが小説版では自分自身が助かりたいがためにタイムマシンの資金援助を申し出た成金の男を投げ飛ばすなど、かつての気性の強い部分が描かれた。
亀仙人
声 - 宮内幸平
悟空やクリリンたちの師匠。原作では弟子たちが死んだ後の消息は不明だったが本作では戦わず、プーアル、ウーロン、ウミガメと共に生き残っており、人造人間から逃れるために潜水艦内で日々を送っている。自身も戦おうとするがウーロンたちに止められ、悟空さえ生きていれば人造人間を倒せたと己の無力さを嘆く。
チチ
声 - 渡辺菜生子
悟空の妻で悟飯の母。
原作では生死不明だが本作では悟空の死ですっかり元気がなくなり、人造人間と戦う気力も無くしている様子が描かれた。
悟飯が人造人間に敵わないことは悟っているようで戦いを諦めて、父親の牛魔王と3人で平穏に暮らしたいと考えている。牛魔王から悟飯がトランクスと共に人造人間と戦っていることを知らされた際には生前の悟空と共に写った家族3人の写真を眺めながら、悟飯に「戦いなどやめて、自分の元へ戻ってこい」と語りかけた。
牛魔王
声 - 郷里大輔
悟飯の祖父でチチの父。亀仙人の2番弟子。
原作では生死不明だが本作ではチチや亀仙人同様、人造人間とは直接戦わずに生き残る。本編では初登場時から変わらぬ外見を最終回まで保っていたが本作では老け込んでいた。人造人間と戦い続ける悟飯の噂を聞き、心配している。
クリリン
声 - 田中真弓
悟空の親友。
悟空が病死した日、外で待機していたメンバーの中で真っ先に悟空の死を感じ取る。人造人間との戦いでは17号と18号の同時攻撃で戦死。
なお、同じ地球人戦士のヤムチャは17号、天津飯は18号の攻撃で戦死。描写はないが餃子も戦死している。また、ヤジロベーも戦ったかは不明だが悟空の病死を知った際には姿を見せている。
ベジータ
声 - 堀川亮
サイヤ人の王子であり、トランクスの父親。
ライバルである悟空の死後、17号との戦いで死亡。悟飯はトランクスからベジータのことを訊ねた際、「気難しいけど強くて、とても誇り高い人だった」と評した。
原作では不明だが本作やアニメのトランクスの回想シーンでは超サイヤ人になっていた。
人造人間17号
声 - 中原茂
18号と行動を共にする人造人間。
13年前の戦いではベジータとヤムチャを倒す。少年的な無邪気さと非情な性格で街を破壊することを「ゲーム」と称して、人間が恐怖にひきつるさまを楽しんでいる。18号からはその子供っぽさを呆れられる場面もあった。本編の17号同様に車を運転するが、こちらでは人間を轢殺するための凶器として使用していた。
人造人間18号
声 - 伊藤美紀
17号と行動を共にする人造人間。
13年前の戦いでは、ピッコロと天津飯を倒す。パワーは17号に劣るものの、性格では17号よりも非情な面を持ち合わせており、トランクスに向かって怒りの一撃を放っていた。服装を気にしている面もあり、「人類を絶滅させても洋服屋だけは残すように」と17号に忠告していた。
孫悟空
声 - 野沢雅子
悟飯の父で地球育ちのサイヤ人。
地球に襲撃してきたフリーザ親子を倒すも2年半後、心臓病で死亡。
タイムマシンに乗る決意をしたトランクスがブルマに悟空のことを訊ねた際、ブルマは「確かに強いこともあるんだけど…どんなにとんでもないことが起きても必ずなんとかしてくれそうな…そんな不思議な気持ちにさせてくれる人」と答えた。

## スタッフ
- 企画 - 清水賢治、金田耕司（フジテレビ）、森下孝三（東映動画）
- 原作 - 鳥山明
- 製作担当 - 山口彰彦
- シリーズディレクター - 西尾大介
- シリーズ構成 - 小山高生
- 脚本 - 戸田博史
- 音楽 - 菊池俊輔
- 美術設定、美術監督 - 鷲崎博
- キャラクター設定、作画監督 - 前田実
- 演出 - 上田芳裕
- 原画 - 志田直俊、中鶴勝祥、佐藤正樹、宮原直樹、芦野芳晴、稲上晃 他
- 検査 - 酒井日出子、多田歩
- 特殊効果 - 下川信裕、平尾千秋、河内正行
- オーディオディレクター - 小松亘弘
- 録音 - 二宮健治
- 録音助手 - 渋江博之
- 編集 - 福光伸一
- 編集助手 - 麻生芳弘
- 音響効果 - 新井秀徳
- 選曲 - 宮下滋
- 演出助手 - 藤瀬順一
- 記録 - 小川真美子
- 仕上進行 - 清水洋一
- 美術進行 - 中村実
- 製作進行 - 高水俊郎、伏見和浩
- 広報 - 川崎悦子（フジテレビ）
- アシスタントプロデューサー - 蛭田成一
- 録音スタジオ - タバック
- 現像 - 東映化学
- 制作 - フジテレビ、東映

## 主題歌
オープニングテーマ - 「CHA-LA HEAD-CHA-LA」
作詞 - 森雪之丞 / 作曲 - 清岡千穂 / 編曲 - 山本健司 / 歌 - 影山ヒロノブ
エンディングテーマ - 「青い風のHOPE」
作詞 - 佐藤大 / 作曲 - 清岡千穂 / 編曲 - 山本健司 / 歌 - 影山ヒロノブ

## 映像ソフト
- DRAGON BALL Z DVD BOX DRAGON BOX VOL.2

2003年9月18日にポニーキャニオンより発売。映像特典として収録された。
- DRAGONBALLZ SPECIAL SELECTION DVD

2011年8月5日に集英社より書籍扱いで発売。『ドラゴンボールZ たったひとりの最終決戦〜フリーザに挑んだZ戦士 孫悟空の父〜』と共に収録された。

## 孤独の未来戦士!!トランクス
『ドラゴンボールZ たったひとりの最終決戦〜フリーザに挑んだZ戦士 孫悟空の父〜』のアニメコミックスに掲載された小説。ストーリーは松井亜弥、作画は前田実が担当。
人造人間により壊滅した20年後の未来と現代、父ベジータへの想いをトランクスの回想により描いている。

## 関連書籍
- ジャンプ・アニメ・コミックス ドラゴンボールZテレビスペシャル 絶望への反抗!!残された超戦士・悟飯とトランクス - 集英社、1993年5月31日、ISBN 4-8342-1185-1

巻末に声優陣のインタビューが掲載されている。